# Lisa Morpurgo
 (juin 2012).
Si vous disposez d'ouvrages ou d'articles de référence ou si vous connaissez des sites web de qualité traitant du thème abordé ici, merci de compléter l'article en donnant les références utiles à sa vérifiabilité et en les liant à la section « Notes et références ».
Pour les personnalités ayant le même patronyme, voir Morpurgo.
Lisa Morpurgo (Soncino, 19 mai 1923 - Milan, 9 mars 1998) est une traductrice, écrivaine et astrologue italienne.

## Biographie
Après sa naissance à Soncino, en 1924 sa famille déménage à Milan. C'est ici qu'Elisa Dordoni (son nom de famille) vit, étudie et travaille.
Elle obtient sa maîtrise ès Lettres à l'Université de Milan en 1945 et commence à travailler auprès de la maison d'édition Longanesi en tant que traductrice.
En 1964, grâce à la traduction en italien du livre Zodiaque, secrets et sortilèges (Lo Zodiaco - Segreti e sortilegi) de l'écrivain et astrologue français François-Régis Bastide, Lisa Morpurgo se rapproche de l'astrologie. La lecture et la traduction du texte français la poussent à mieux approfondir les liens entre les descriptions physiques et psychologiques présentées par l'astrologue français et leur relation avec le Zodiaque. À partir de ce moment, son parcours d'écrivaine et de traductrice va de pair avec ses spéculations astrologiques.
Selon les instances accordant le prix astrologique Morin de Villefranche, qui lui a été décerné en 1974, la contribution majeure de Lisa Morpurgo aux études astrologiques réside dans la tentative de décortiquer la tradition astrologique de Ptolémée et de reconstruire le code du Zodiaque par une approche à la fois logico-rationnelle et empirique.
Elle est la fondatrice de l'astrologie dialectique.
En 1974, Hachette a publié la traduction française de son texte le plus connu sous le titre de Introduction à la nouvelle astrologie et déchiffrement du Zodiaque.

## Sa théorie
Lisa Morpurgo a cherché à lier les observations expérimentales aux symbologies zodiacales en se proposant de réfuter, ou de confirmer, les croyances et les hypothèses astrologiques anciennes au moyen d'une observation rationnelle des phénomènes observés. Elle a donc revisité les théories astrologiques classiques en reconfigurant le système des maisons qu'elle supposait mal compris et celui des exaltations planétaires, avec l'objectif de reconstruire le schéma originaire, qu'elle estime retrouver via la structure de la double hélice d'ADN co-découverte par James Dewey Watson.
La conséquence a été la réévaluation de certaines théories astrologiques sur l'existence de deux autres planètes au-delà de Pluton, qu'elle désigne, entre autres noms, comme X-Proserpine et Y-Éole. La première impliquerait en elle la signification du grand principe féminin, s'opposant de façon complémentaire aux significations de Pluton, tandis que la seconde serait le grand régulateur du temps lent et inexorable, maitre des phénomènes météorologiques et géologiques et opposé aux métamorphoses de Neptune.
Elle a proposé une nouvelle liaison entre les parties du corps humain et le zodiaque.
Elle a fait l'hypothèse de l'existence de 2 systèmes zodiacaux :
- A (ce qui s'utilise dans la pratique astrologique)
- B (plus ésotérique et où les maisons et les exaltations sont différentes)

Chaque système zodiacal se subdiviserait en 2 sous-zodiaques : l'un masculin, où le soleil est l'étoile, et l'autre féminin où l'étoile est Saturne (appelé Athéna). Dans la description des caractéristiques du signe elle se fonde principalement sur la structure du zodiaque A masculin avec l'adjonction de l'influence de la planète exaltée dans le système B appelé « transparence ».

## Publications

### Romans
- (it) Lisa Morpurgo, Madame andata e ritorno, Milan, Longanesi, 1968
- Lisa Morpurgo, Madame Aller et Retour (traduit de l'italien par Cristal de Lignac et Helena de Mariassy), Paris, Grasset, 1970
- (it) Lisa Morpurgo, Macbarath, Milan, Longanesi, 1975
- (it) Lisa Morpurgo, La noia di priapo, Milan, La Tartaruga, 1988, 128 p. (ISBN 978-88-7738-027-2)

### Essais astrologiques
- (it) Lisa Morpurgo, Introduzione all'astrologia e decifrazione dello Zodiaco, Milan, Longanesi-TEA, avril 2008 (1re éd. 1972), 349 p. (ISBN 978-88-7818-865-5)
- Lisa Morpurgo (trad. Marthe Gauthier), Introduction à la nouvelle astrologie et déchiffrement du Zodiaque. (traduction française), Paris, Hachette, 1974
- (it) Lisa Morpurgo, Il convitato di pietra : Trattato di astrologia dialettica, Milan, Longanesi-TEA, octobre 1979, 292 p. (ISBN 978-88-502-0719-0)